# هربرت رينالدي
هربرت رينالدي (بالإنجليزية: Herbert Rinaldi)‏ هو سياسي أمريكي، ولد في 16 أغسطس 1928، وتوفي في 25 سبتمبر 2010. حزبياً، نشط في الحزب الجمهوري. وقد انتخب عضو جمعية نيوجيرسي العامة.